# Esmalte

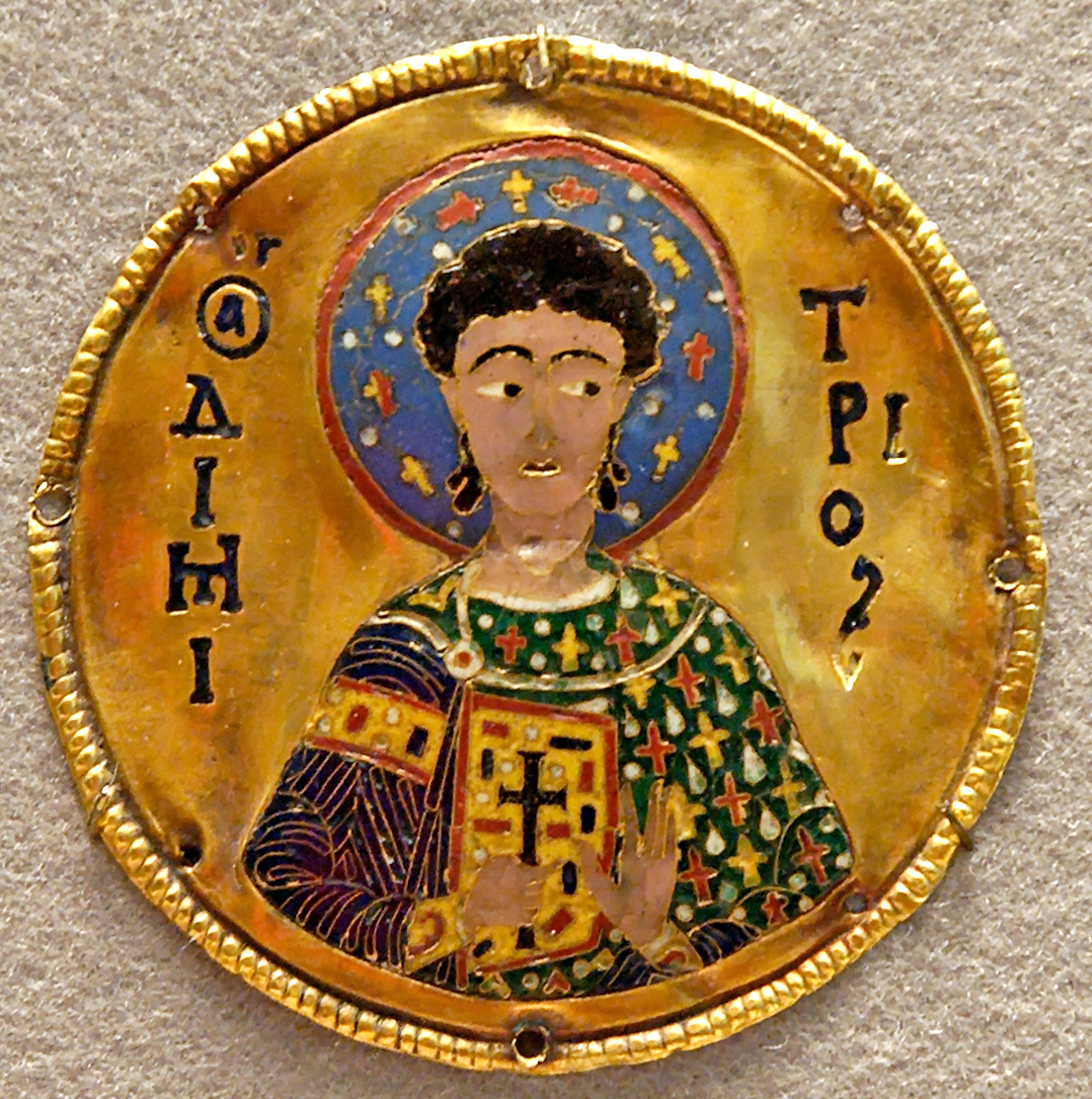
Placa de esmalte com a técnica de cloisonné, Império Bizantino, c. 1100

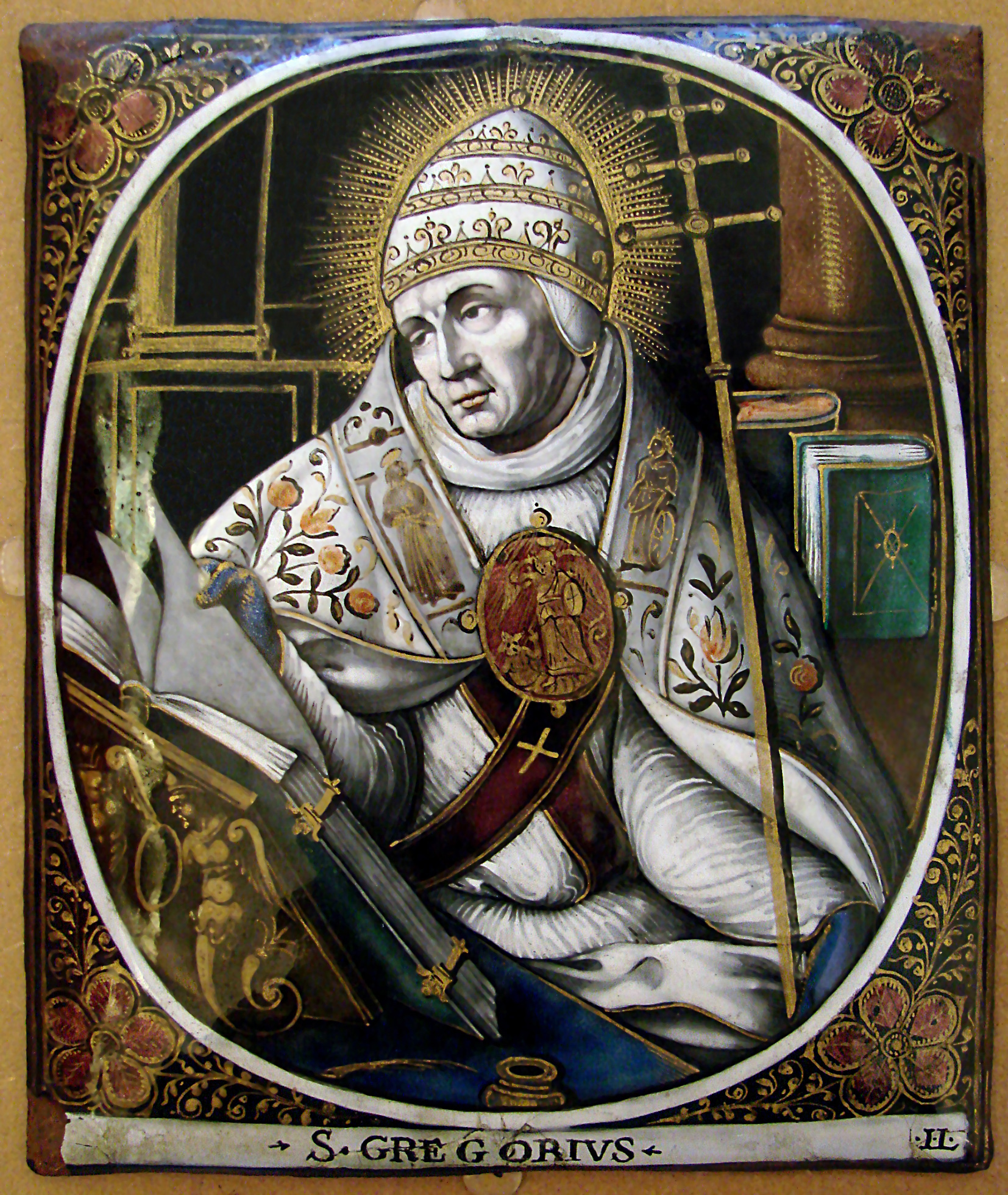
São Gregório pintado em esmalte de Limoges sobre uma placa de cobre, por Jacques Laudin (1627-1695)

No âmbito da arte ou da técnica, o esmalte, ou esmalte vidrado é um material obtido pela fusão de vidro em pó com um suporte através do aquecimento em forno, normalmente entre 750 e 850ºC. O pó é fundido, escorre, e endurece depois na forma de um revestimento vítreo de grande durabilidade. O suporte é geralmente um objecto em metal, vidro ou cerâmica, embora o uso do termo esmaltagem seja normalmente restrito ao trabalho em metal, que é o objecto deste artigo. A aplicação em cerâmica recorre ao termo vidrado. Os produtos derivados da aplicação são plenos compostos laminados de vidro e metal. A palavra esmalte tem origem na palavra germânica smelzan por via do francês arcaico esmail. Usado como substantivo, um "esmalte" ou "esmaltado" é normalmente um pequeno objecto decorativo, coberto por um revestimento de esmalte. A esmaltagem é uma técnica antiga e largamente adoptada, principalmente usada nos ramos da joalharia e artes decorativas ao longo da sua história, mas desde o século XIX aplicada em vários produtos de fabrico em série e de uso quotidiano, sobretudo recipientes de cozinha.

## História

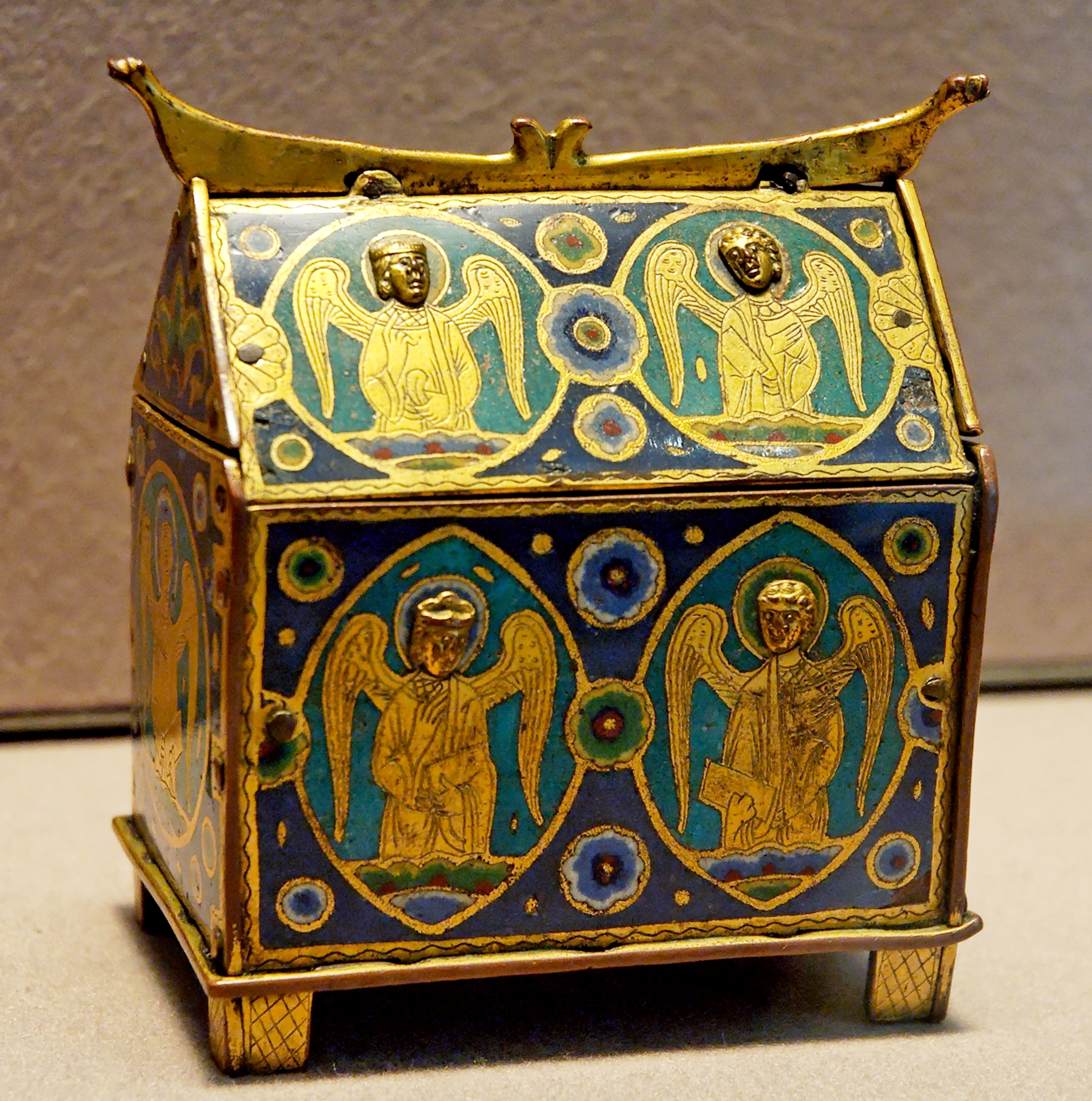
Cofre em esmalte de Limoges, início do século XIII. Grande parte destes cofres eram relicários.

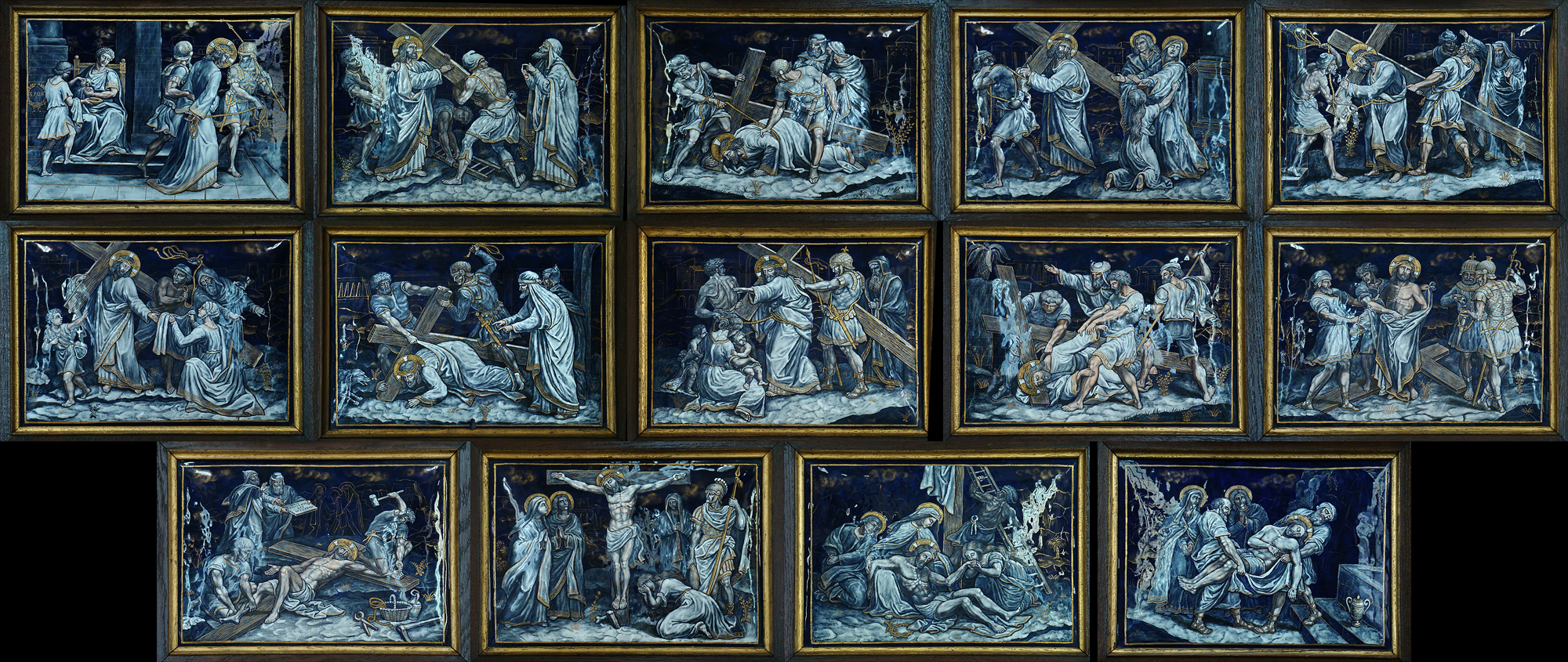
Via Sacra em esmalte de Limoges, Notre-Dame-des-Champs, Avranches

No antigo Egipto era aplicada esmaltagem na cerâmica e objectos de pedra e, por vezes, em joalharia embora neste último caso menos frequentemente que nas restantes culturas da antiguidade do Médio Oriente. Os gregos antigos, celtas, georgianos e chineses também usaram esmalte em objectos de metal. O esmalte era também usado na decoração de recipientes de vidro durante o Império Romano, e existem indícios deste facto já durante o final da República e o início do período imperial no Levante, Egipto, Bretanha e no Mar Negro. Estima-se que a produção tenha atingido o seu auge durante o período claudino, perdurando por mais três séculos, embora os testemunhos arqueológicos desta técnica se limitem a cerca de quarenta vasilhas ou fragmentos de vasilhas.
O pó para esmalte podia ser obtido de duas formas: quer através da pulverização de vidro colorido, quer pela mistura de pó de vidro incolor com pigmentos como óxidos de metais. Os desenhos podiam ser executados à mão ou por cima de incisões de contorno, tendo tido a técnica origem provável no trabalho em metal. Uma vez pintados, os recipientes de vidro estanhados necessitavam de ser aquecidos a uma temperatura suficientemente alta para derreter o pó aplicado, mas não tão alta que fundisse o próprio suporte.
O esmalte teve o seu auge na história da arte Europeia durante a Idade Média, tendo início no declínio do Império Romano e com os bizantinos, que começaram a usar cloisonné em esmalte como imitação da mesma técnica com pedras preciosas. Este método foi amplamente adoptado pelos bárbaros da Europa do norte. Os Bizantinos desenvolveram a técnica, através da aplicação de formas mais livres no cloisonné de modo a criar imagens, o que também seria copiado na Europa ocidental. A técnica do champlevé era consideravelmente mais fácil, e amplamente praticada durante o período românico. Durante o gótico, os trabalhos de maior riqueza artística resultam das técnicas de Basse-taille e ronde-bosse, embora trabalhos em champlevé tenham continuado a ser produzidos em grande número para um mercado maior.
A partir de Bizâncio ou do mundo Árabe, o esmalte chegaria à China entre os séculos XIII e XIV. A primeira menção escrita encontra-se num livro de 1388, onde é designada por Louça Dashi (Muçulmana). Não é conhecida nenhuma peça chinesa claramente do século XIV, e os exemplares datados mais antigos são contemporâneos do Imperador Xuande (1425-35), embora o uso erudito de estilos chineses sugere que já possuíam uma experiência considerável com a técnica. Permaneceu bastante popular na China até ao século XIX, e ainda hoje é produzido. As peças de maior riqueza artística e valor comercial datam do início da dinastia Ming, em particular dos reinados dos imperadores Xuande e Jingtai (1450-57). O Japão também produziu grande quantidade de esmaltados de elevada qualidade técnica a partir de meados século XIX.
No período contemporâneo, o estanho tem sido escolha preferencial para designers de joalheria e peças decorativas, como os ovos de Fabergé, as caixas de cobre esmaltadas dos esmaltadores de Battersea, e artistas como George Stubbs e outros pintores de miniaturas, sendo também uma técnica preferida na joalharia da Arte Nova.
O esmalte foi inicialmente aplicado de forma industrial em folhas de ferro e aço na Áustria e Alemanha por volta de 1850. O processo de industrailização cresceu à medida que aumentou a pureza dos materiais em bruto e diminuíram os custos de produção. O processo de aplicação a húmido teve início com a descoberta do uso da argila de modo a criar uma suspensão de frita em água. Nos desenvolvimentos que se seguiram durante o século XX contam-se o aço de grau de esmaltagem, preparação de superfície apenas com limpeza, automação e melhorias em curso em termos de eficiência, performance e qualidade.

## Propriedades

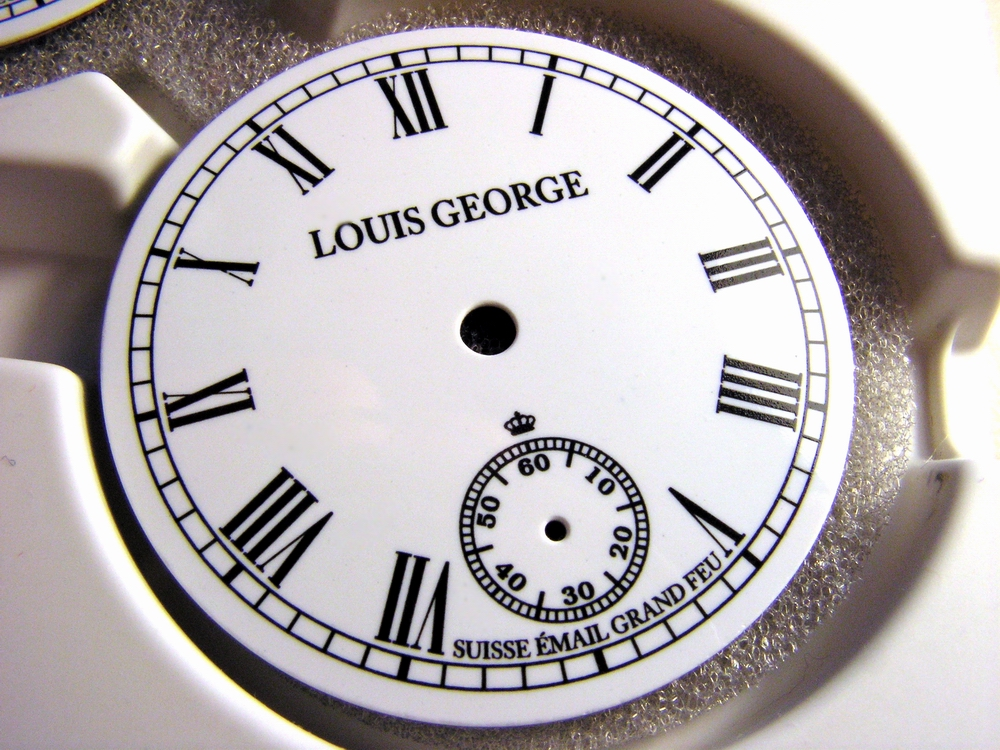
Mostrador de relógio Louis George

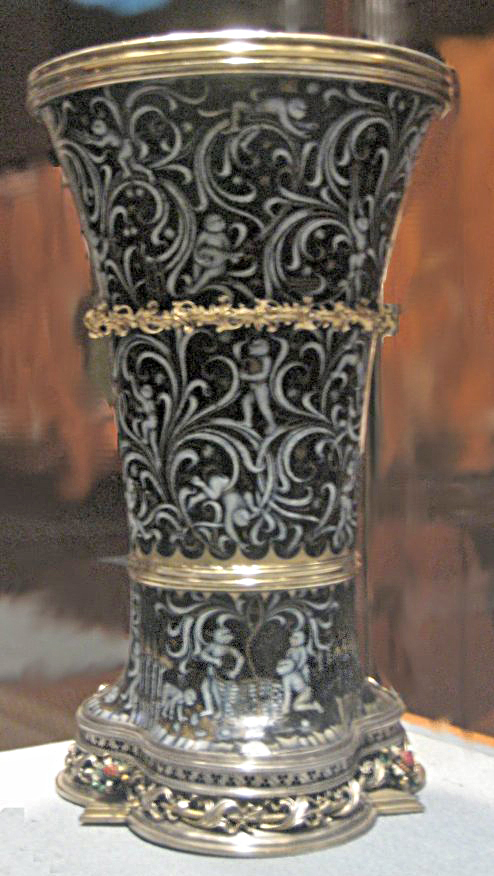
Taça em esmalte e trabalho de prata, Holanda, c. 1425-1450, Cloisters

O esmalte vítreo pode ser transparente ou opaco quando aquecido, e ser aplicado na maioria dos metais. A grande maioria do esmalte industrial moderno é aplicado em aço, no qual o teor de carbono é controlado de modo a prevenir reacções a altas temperaturas. O esmalte pode também ser aplicado em cobre, alumínio, aço inoxidável, ferro, ou aço laminado a quente, assim como ouro ou prata.
O esmalte possui várias propriedades de excelência: é macio ao toque, duro, oferece resistência a químicos, durável, resistente a incisões (5-6 na escala de Mohs, resistente à descoloração, de fácil limpeza e ignífugo. O esmalte é vidro, e não tinta, portanto não desbota com luz ultravioleta. As desvantagens são a sua tendência para rachar ou estilhaçar quando o suporte é dobrado ou forçado, embora esmaltes modernos sejam resistentes ao impacto e lascas através do controle preciso de espessura de modo a igualar o coeficiente térmico do suporte.
A sua durabilidade permite que seja usado num sem número de aplicações funcionais: painéis publicitários, paredes interiores de fornos, panelas, revestimento exterior de electrodomésticos, ferro fundido, banheiras, silos agrícolas e equipamentos industriais como reactores químicos e tanques de processamento de químicos da indústria farmacêutica. Também está presente em paredes, tectos e elementos construtivos de estruturas comerciais como estações de serviço, centrais de camionagem e até mesmo habitações pré-fabricadas. Uma das mais amplas aplicações de esmaltagem é na produção de quadros de desenho de qualidade para canetas de feltro, onde o esmalte assegura que não são deixados resíduos de tinta, como acontece na produção barata à base de polímeros. Além disso, como o aço standart para esmalte possui magnetismo, pode ser usado em quadros magnéticos. Novos desenvolvimentos na última década incluem revestimentos híbridos de esmalte com materiais não aderentes, revestimento final em sol-gel, esmaltes com aparência metálica, e novas tecnologias que permitem uma limpeza mais fácil.
O composto chave do esmalte vítreo é um composto de vidro altamente quebradiço designado frita. A frita é um borossilicato alcalino com um coeficiente de dilatação térmica e temperatura de fusão próprios para revestir aço. Os materiais em bruto são fundidos entre 2100  e 2650ºC, resultando num vidro líquido que é escorrido para o exterior do forno e aplicado um choque térmico com água ou cilindros de aço, convertendo-o em frita.
A cor no esmalte é obtida através da adição de vários minerais, sobretudo óxidos de metal como cobalto, praseodímio, ferro ou neodímio. Este último cria um vasto leque de tons desde o violeta puro até ao vermelho-vinho e cinzento quente. O esmalte pode ser transparente, opaco, ou translúcido, uma variedade que ganha uma opacidade leitosa quanto mais tempo for aquecido. Não é possível misturar cores de esmalte para formar uma nova cor da mesma forma que na tinta, processo que apenas produz pequenos cristais das duas cores.
Há três tipos principais de frita. O primeiro são os revestimentos de base que contêm metais de transição fundidos, tais como cobalto, níquel, cobre, manganés e ferro, que possibilitam a adesão ao aço. O segundo são fritas semi-opacas que contém material para a produção de cor. O terceiro são fritas de acabamento contendo titânio que são supersaturadas com dióxido de titânio, o que cria uma cor branca e brilhante durante o aquecimento.

## Processo industrial

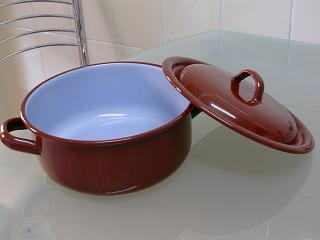
Panela de cozinha em ferro esmaltado.

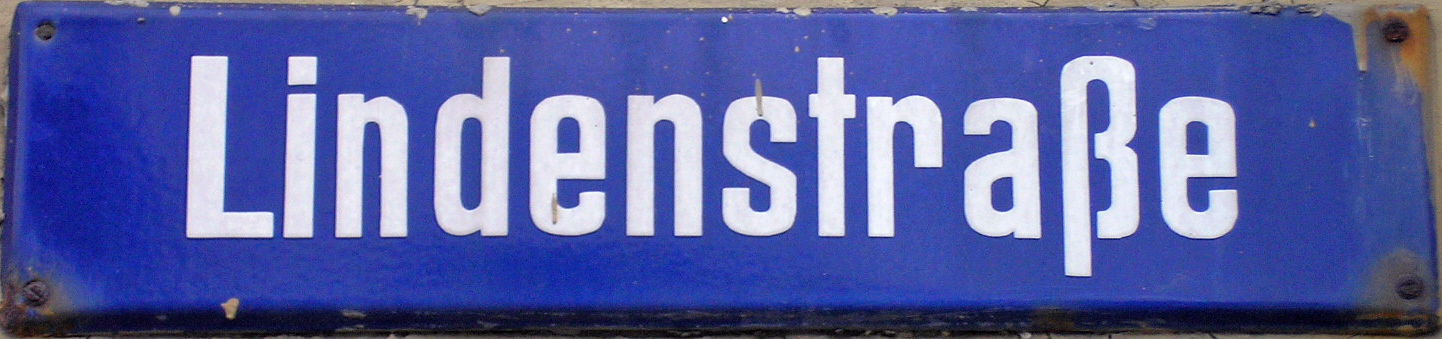
Placa toponímica alemã

Numa folha de aço, é colocada primeiro uma camada de base parar facilitar a adesão. O único tratamento prévio da superfície requerido na indústria contemporânea é uma remoção de impurezas gordurosas com uma solução alcalina. É depois aplicada uma segunda camada branca ou colorida sobre a camada base aquecida. Para esmaltes electrostáticos, o pigmento de cor pode ser aplicado directamente sobre uma camada base não aquecida, que é levada ao forno juntamente com o revestimento, num processo bastante eficiente de aquecimento único para duas camadas de esmalte.
A frita na camada base contém cobalto fundido e/ou óxido de níquel, bem como outros óxidos de metais de transição que funcionam como catalisadores das reacções de ligação entre o esmalte e o aço. Durante o aquecimento, entre 760 e 895ºC, forma-se inicialmente no aço uma camada de óxido de ferro. O esmalte em fusão dissolve o óxido de ferro e precipita a cobalto e níquel. O ferro age como ánodo numa reacção electrogalvânica, no qual o ferro é novamente oxidado, dissolvido pelo vidro, e oxidado de novo, servindo o cobalto e o níquel para limitar a reacção. Finalmente, o vidro adere aos sulcos da superfície rugosa.

### Corantes
As cores são obtidas através de óxidos metálicos:
- selénio (na ausência de chumbo) para a cor amarela;
- urânio para a cor laranja;
- ferro para as cores azul, castanho e preto;
- crómio para as cores verde e rosa;
- cobre para as cores verde, vermelho e azul;
- cobalto para o azul forte e verde;
- manganés para a cor lilás;
- ouro metálico para um púrpura esbatido.

## Técnicas de esmaltagem artística

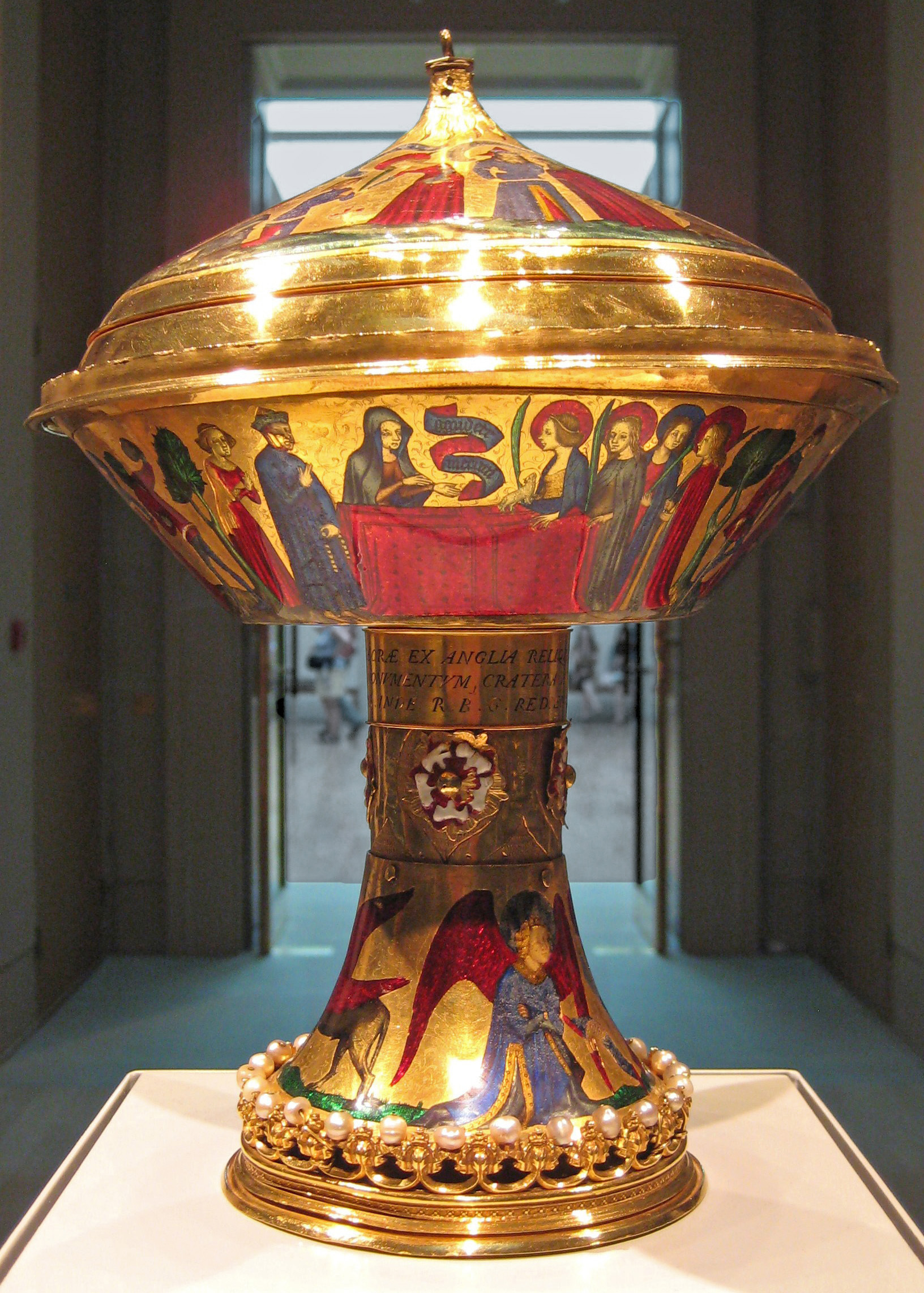
Taça de Santa Inês, com esmalte em basse taille, século XIV, British Museum.

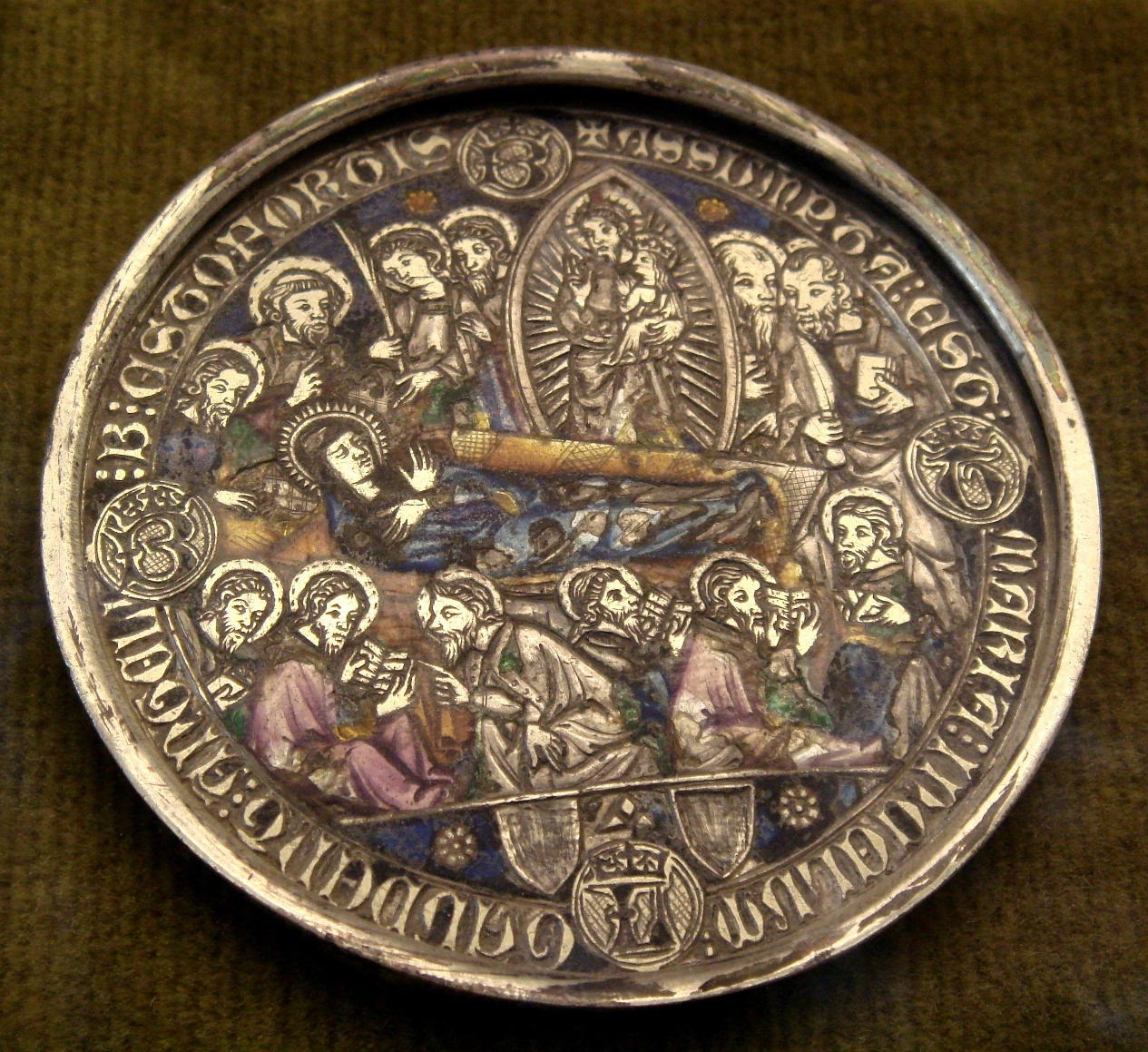
Medalhão sobre a morte da virgem, com esmalte em basse taille.

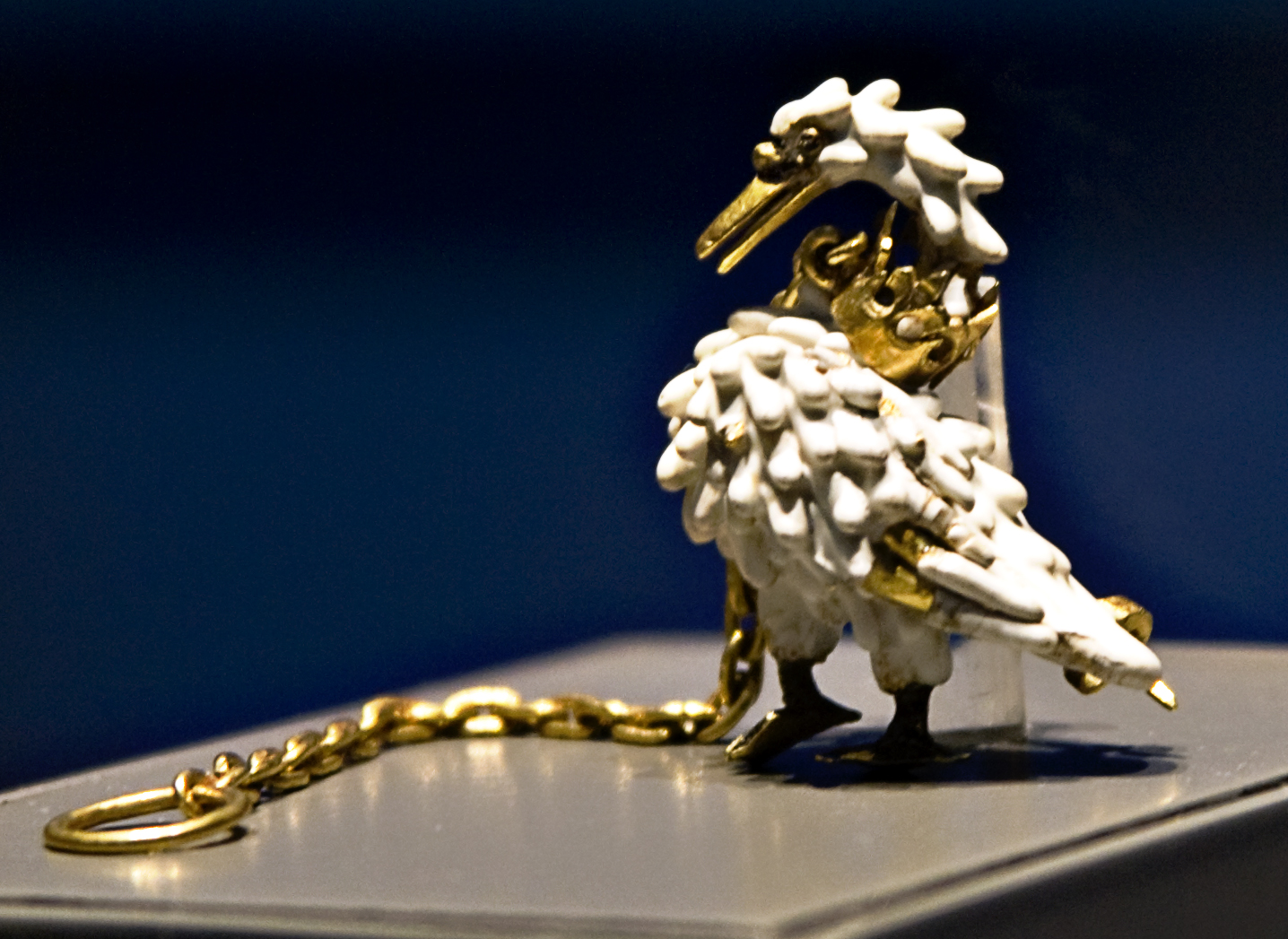
A Jóia de Cisne de Dunstable, em ronde bosse, c. 1400, British Museum

### Basse-taille
Da expressão francesa que significa corte ao baixo. A superfície do metal é decorada com uma gravura em baixo relevo que pode ser vista através de esmaltes translúcidos e transparentes. Um exemplo notável é a Taça de Santa Inês, datada do século XIV.

### Champlevé
Francês para campo elevado, onde a superfície é cravada para o exterior de modo a formar alvéolos nos quais o esmalte é queimado, deixando o metal exposto. Um exemplo é o Tríptico de Stavelot românico.

### Cloisonné
Francês para alvéolo. São aplicados arames muito finos de modo a formar compartimentos na superfície do metal, que recebem depois esmalte de diferentes cores. Bastante difundida na Europa, Médio Oriente e Extremo Oriente.

### Grisaille
Francês para grisalho. É aplicado um fundo escuro, geralmente preto ou azul, e pintado por cima com esmalte translúcido, criando desenhos através de gradiente monocromático. Quanto maior a espessura da camada de esmalte da camada de cor, mais opaca se torna a figura.

### Esmalte pintado
É pintado um desenho em esmalte numa superfície metálica lisa. A técnica de grisaille e o esmalte de Limoges tardio são exemplos de esmalte pintado. A maior parte da pintura tradicional em vidro, e alguma em cerâmica, usa o que tecnicamente é esmalte, mas é normalmente descrita como "pintura em esmalte", reservando os termos "esmalte pintado" e "esmalte" para a técnica como um todo, e que envolve o trabalho com uma base metálica.

### Plique-à-jour
Francês para aberto ao dia, onde o esmalte é aplicado em compartimentos, similar à técnica de cloisonné, mas sem suporte e de modo a que a luz possa ser vista através do esmalte translúcido ou transparente, resultando numa aparência semelhante a um vitral. Um dos exemplos sovreviventes da época medieval é a Taça de Mérode

### Ronde basse
Francês para ao redondo, também conhecida por "esmalte encrustado". Uma variante tridimensional de esmalte, onde uma forma escultórica ou base em arame é completa ou parcialmente esmaltada, como por exemplo no Relicário do Santo Espinho, do século XV.